# Queimadas (São Caetano)
As Queimadas é uma localidade portuguesa da freguesia da São Caetano, concelho da Madalena do Pico, ilha do Pico, arquipélago dos Açores.
Próximo a esta localidade encontra-se o Porto da Praínha do Galeão, o Promontório da Ponta Alta e o Promontório da Ponta da Faca.